# Centre du vomissement
 (février 2023).
Si vous disposez d'ouvrages ou d'articles de référence ou si vous connaissez des sites web de qualité traitant du thème abordé ici, merci de compléter l'article en donnant les références utiles à sa vérifiabilité et en les liant à la section « Notes et références ».

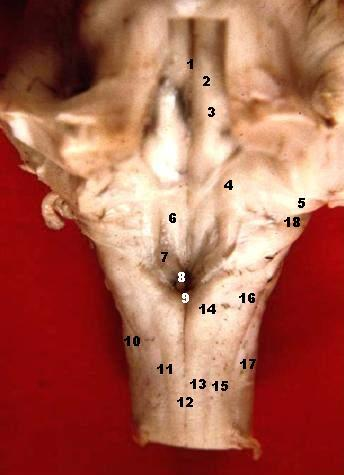
Larea postrema est située au niveau du numéro 8 sur cette dissection.

Le « centre du vomissement » est une structure de l'encéphale qui se charge de contrôler les reflux gastriques.
C'est un centre afférent et efférent commun, situé dans la moelle allongée à la partie ventrale du tractus solitaire à proximité du centre apneustique et vasomoteur.
Il est sollicité par quatre voies afférentes :
- la zone gâchette chimioréceptrice (CTZ) située dans l'area postrema du tronc cérébral, au niveau du plancher du 4e ventricule, où il n'y a pas de barrière hémato-encéphalique;
- le système nerveux central ;
- le système vestibulaire ;
- les voies périphériques : tractus digestif, otorhinopharynx, arbre bronchique, tractus urogénital[2].

## Description
Le centre du vomissement est une structure de la moelle allongée du cerveau qui contrôle le vomissement.
Il est situé dans une zone assez mal limitée située dans le mésencéphale, dans les stries acoustiques de la fosse rhomboïde, à proximité de l'aire vestibulocochléaire. Il mesure environ 1 mm chez l'humain.

## Physiopathologie
C'est une zone chimiosensible (détection des toxines circulant dans le sang et dans le liquide cérébrospinal). Il est activé par de nombreuses afférences dont l’excitation fait intervenir des neurotransmetteurs différents. À son tour il provoque une excitation vagale qui déclenche le réflexe de vomissement.
Le centre du vomissement est sollicité par des afférences directes ou indirectes :
- les afférentes directes proviennent de différents niveaux :
  - l’otorhinopharynx elles transportent des sensations tactiles, olfactives et gustatives et expliquent les vomissements provoqués par les mauvaises odeurs ou les aliments qui soulèvent le dégoût,
  - L’arbre bronchique qui rend compte des vomissements provoqués par l’encombrement respiratoire ou les quintes de toux,
  - Les noyaux vestibulaires, très sollicités dans le mal des transports et les vertiges,
  - Le cortex cérébral qui explique la part importante jouée par les fonctions supérieures,
  - le tractus digestif avec l’intervention des mécanorécepteurs et des chémiorécepteurs,
  - les méninges,
- les afférences indirectes par stimulation de la zone gachette chimioréceptive (ou chemoreceptor trigger zone ou CTZ) située dans l'area postrema, sous le plancher du 4e ventricule. Cette zone est particulièrement sensible aux substances chimiques dans leur qualité et leur concentration : médicaments, troubles métaboliques ou toxiques

## Utilité
Le « centre du vomissement » contrôle l'appareil digestif entier, et se charge :
- d'éliminer les bactéries ou virus dangereux pour la santé qui aurait attaqué le système digestif ;
- d'éliminer toutes sortes de poisons, toxines reconnus dangereuses par le système immunitaire ;
- lors de troubles médicaux plus intenses, il peut carrément s'agir d'une sur-infection ou de dégâts collatéraux infligés à l'organisme entier ; dans ce cas pour expulser les cellules mortes, le « centre du vomissement » peut agir[4].